# Blanka de La Cerda y Lara
Blanka de La Cerda y Lara (asi 1317 – 1347) byla španělská šlechtična.

## Život
Narodila se jako dcera Fernanda de La Cerda a Juany Núñez de Lara, zvané "la Palomilla".
Blanka byla druhou manželkou Juana Manuela, člena mladší větve kastilského královského rodu. Jejich dcera Jana z Peñafielu se provdala za nemanželského Jindřicha II. Kastilského a stala se kastilskou královnou.